# Xulaní
Xulaní (en rus: Шулани) és un poble del Daguestan, a Rússia, que en el cens del 2010 tenia 745 habitants. Pertany al districte rural de Gunib.